# Општина Славија
Општина Славија је била једна од седам градских општина Новог Сада у раздобљу између 1980. и 1989. године. 

## Подручје општине
Општина је обухватала део градског насеља Нови Сад, као и села Каћ, Будисаву, Ковиљ и Ченеј.
У Новом Саду, општина је обухватала део Роткварије, Салајку, Первазово Насеље, Подбару, Видовданско насеље, Слану Бару, Клису, Мали Београд, Велики Рит, Шангај, Радну Зону Север 4 и Депонију. 